# Оксид никеля(II)
Оксид никеля(II) — неорганическое бинарное соединение двухвалентного никеля с кислородом. Химическая формула NiO. Встречается в природе в виде редкого минерала бунзенита.

## Физические свойства
Оксид никеля(II) — кристаллическое вещество, в зависимости от способа получения и термической обработки имеет цвет от светло- до тёмно-зелёного или чёрного. Имеет две кристаллические модификации:
- α-NiO до Т<252 °C, антиферромагнетик, тригональная сингония, параметры элементарной ячейки a = 0,29549 нм, c = 0,7228 нм, d = 6,67 г/см³;
- β-NiO при Т>252 °C, кубическая сингония, пространственная группа F m3m, a = 0,41768 нм, Z = 4, структура типа NaCl, d = 7,45[1]г/см³.

## Получение
В природе оксид никеля встречается в виде минерала бунзенита — октаэдрические кристаллы, цвет от тёмно-зелёного до буровато-чёрного в зависимости от примесей. Химический состав нестехиометрический NiOx, где x = ~1 с примесями Bi, Co, As. Очень редок, встречается в Иогангеоргенштадте, в Саксонии.
Небольшие количества оксида никеля(II) можно получить разложением карбонила никеля на воздухе с образованием углекислого газа.
Оксид никеля можно синтезировать непосредственно из элементов окислением Ni при нагревании на воздухе или в кислороде:
{\displaystyle {\mathsf {2Ni+O_{2}\ {\xrightarrow {500-1000^{o}C}}\ 2NiO}}}
Оксид никеля(II) может быть получен термическим разложением гидроксида никеля(II) или некоторых солей двухвалентного никеля (карбоната, нитрата и др.):
{\displaystyle {\mathsf {Ni(OH)_{2}\ {\xrightarrow {230-250^{o}C}}\ NiO+H_{2}O}}}
{\displaystyle {\mathsf {NiCO_{3}\ {\xrightarrow {>300^{o}C}}\ NiO+CO_{2}}}}

## Химические свойства
Термически оксид никеля очень устойчив. Только при температурах выше 1230 °C становится заметна его обратимая диссоциация:
{\displaystyle {\mathsf {2NiO\ \rightleftarrows \ 2Ni+O_{2}}}}
Проявляет амфотерные свойства (основные преобладают), в воде практически не растворим:
{\displaystyle {\mathsf {NiO+7H_{2}O\ \rightleftarrows \ [Ni(H_{2}O)_{6}]^{2+}+2OH^{-}}}}     p ПР = 15,77
Реагирует с кислотами:
{\displaystyle {\mathsf {NiO+2HCl\ {\xrightarrow {\ }}NiCl_{2}+H_{2}O}}}
При спекании взаимодействует с щелочами и оксидами типичных металлов:
{\displaystyle {\mathsf {NiO+2NaOH\ {\xrightarrow {400^{\circ }C}}\ Na_{2}NiO_{2}+H_{2}O}}}
{\displaystyle {\mathsf {NiO+BaO\ {\xrightarrow {1200^{\circ }C}}\ BaNiO_{2}}}}
С концентрированным раствором аммиака образует амминокомплексы:
{\displaystyle {\mathsf {NiO+6(NH_{3}\cdot H_{2}O)\ {\xrightarrow {T}}\ [Ni(NH_{3})_{6}](OH)_{2}+5H_{2}O}}}
Восстанавливается водородом или другими восстановителями (С, Mg, Al) до металла:
{\displaystyle {\mathsf {NiO+H_{2}\ {\xrightarrow {200-400^{\circ }C}}\ Ni+H_{2}O}}}
При сплавлении с кислотными оксидами образует соли:
{\displaystyle {\mathsf {2NiO+SiO_{2}\ {\xrightarrow {1200^{\circ }C}}\ Ni_{2}SiO_{4}}}}

## Применение
Основное применение оксида никеля — промежуточный продукт при получении солей никеля(II), никельсодержащих катализаторов и ферритов.
Используется NiO как зелёный пигмент для стекла, глазурей и керамики.
Объём производства оксида никеля около 4000 тонн/год.

## Безопасность
Как и большинство соединений никеля, его оксид тоже ядовитый и канцерогенный. ПДК в воздухе для рабочей зоны 0,005 мг/см³ (в пересчёте на Ni2+).
ЛД50 - 100 мг/кг. Класс опасности — 2.